# انجیلی
اَنجیلی یا درخت چوب‌آهنی (نام علمی: Parrotia persica)، درختی از تیره انجیلیان و بومی جنگل‌های شمالی ایران است. نام علمی آن به افتخار فریدریش پاروت گیاه‌شناس آلمانی انتخاب شده‌است. این درخت دارای چوب سختی است و ریشه و برگ‌های آن مصرف دارویی دارد.
انجیلی در جنگل‌های شمال از سواحل آستارا تا گلیداغ انتشار دارد و از جلگه‌های ساحلی دریای خزر تا ارتفاعات میانبند امتداد می‌یابد و در کلاردشت تا ارتفاع ۱۴۰۰ متر از سطح دریا نیز دیده می‌شود. افزون بر ایران، در آستارای جمهوری آذربایجان و لنکران نیز انجیلی می‌روید.
انجیلی درختی است زیبا با قامتی بلند و به ۲۵ متر می‌رسد. برگ‌های انجیلی توجه زیادی به خود بر می‌انگیزند. برگ‌های نورسیده بنفش مایل به قرمز هستند و سپس در تابستان به رنگ سبز تیره و درخشان تبدیل می‌شوند و سرانجام در پاییز برگ‌های درخشان به رنگ‌های مختلفی مانند زرد پررنگ، نارنجی سوخته و پررنگ و قرمز روشن می‌گرایند و این تنوع رنگ مناظر زیبایی را ایجاد می‌کند. به همین دلیل این درخت برای ساخت فضای سبز و همچنین جذب گردشگر به جنگل‌های ایران مناسب است. چوب انجیلی بسیار سخت بوده و به این دلیل در زبان تالشی و مازنی به آسوندار یا همان درخت چوب آهنی معروف است.

## اطلاعات کلی
- نام علمی: Parrotia persica
- نام‌های مشترک: Persian parrotia
- خانواده: Hamamelidaceae
- ارتفاع: ۲۰ تا ۴۰ فوت (در جنگل‌های شمال تا ۱۵ متر می‌رسد)
- پهنا: ۲۰ تا ۳۵ فوت
- شکل تاج گل: گرد شکل گلدان
- فشردگی تاج گل: متوسط
- میزان رشد: آهسته، تدریجی
- بافت: خوب، عالی[۲][۳]

## برگ‌ها
- ترتیب برگ: متناوب
- نوع برگ: ساده
- حاشیه برگ: کنگره‌دار و دندانه دار
- پهنک برگ: بیضی شکل، کشیده، تخم مرغی یا و از تخم مرغی موجدار و بدون تقارن
- نوع و مقاومت برگ: خزان‌کننده
- طول تیغه برگ: ۴ تا ۸ اینچ
- رنگ برگ: سبز
- ویژگی‌های پاییزی: رنگارنگ[۱][۲][۳]

## گل
- رنگ گل: قرمز
- ویژگی‌های گل: پرزرق‌وبرق، گل‌های بهاری[۲]

## میوه
خشک ناشکوفا از نوع کپسول
- رنگ میوه: قهوه‌ای
- طول میوه: کمتر از ۵ اینچ
- پوشش میوه: خشک[۳]

## تنه درخت و شاخه‌ها
پوسته نازکی دارد و به راحتی از ماشین‌ابزارها آسیب می‌بیند. درختان پیرتر پوسته آن خاکستری متمایل به زرد است، دارای فرو رفتگی‌ها و برجستگی‌های زیاد است، ساقه‌های آن نیز به یکدیگر جوش خورده‌اند و تنه درخت را نامنظم‌تر می‌سازند. درخت می‌تواند با چندین تنه رشد کند اما می‌تواند آن را با هرس کردن و روش‌های دیگر به شکلی ترتیب داد که با یک تنه واحد رشد نماید. پوست خارجی آن صاف است و به صورت صفحه‌ای از تنه جدا می‌شود.

## هرس
نیاز به هرس کمی دارد تا ساختمانی قوی را توسعه دهد.

## پرورش
- نور: درختی است نسبتاً سایه پسند
- مقاومت خاک: خاک رس، خاک برگ، شن، نسبتاً قلیایی، اسیدی
- مقاومت در برابر خشکسالی: زیاد[۳]

## دیگر
- خصوصیات برجسته درخت: درخت ویژگی‌های تزئینی چشمگیری دارد می‌تواند بیشتر کاشته شود.
- مقاومت آفت: هیچ آفتی به‌طور عادی روی درخت دیده نمی‌شود.[۳]

## کاربرد و مدیریت
ویژگی‌های تزئینی انجیلی آن را به عنوان یک درخت خیابانی مطلوب می‌سازد. در فاصله ۲۰ تا ۳۰ فوت در امتداد یک خیابان یا پیاده‌رو یک سایبان روی مسیر پیاده‌رو ایجاد می‌کند (آن سایبان روی خیابان نخواهد بود) اما مانند یک دیواری از شاخ و برگ شکل فوق‌العاده‌ای به سرتاسر یک خیابان مسکونی می‌دهد. انجیلی در آفتاب درخشان یا سایه محدود و با خاکی که زهکشی مناسب دارد رشد می‌کند. این درخت در خاک‌های مرطوب ایستادگی و تحمل ندارد.

## نگارخانه

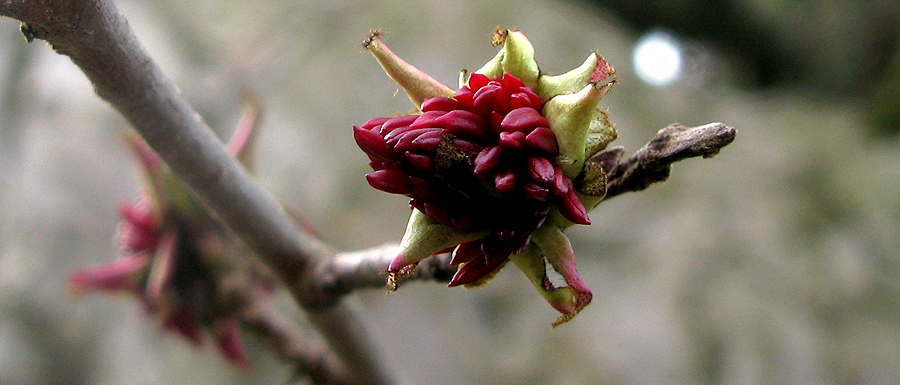
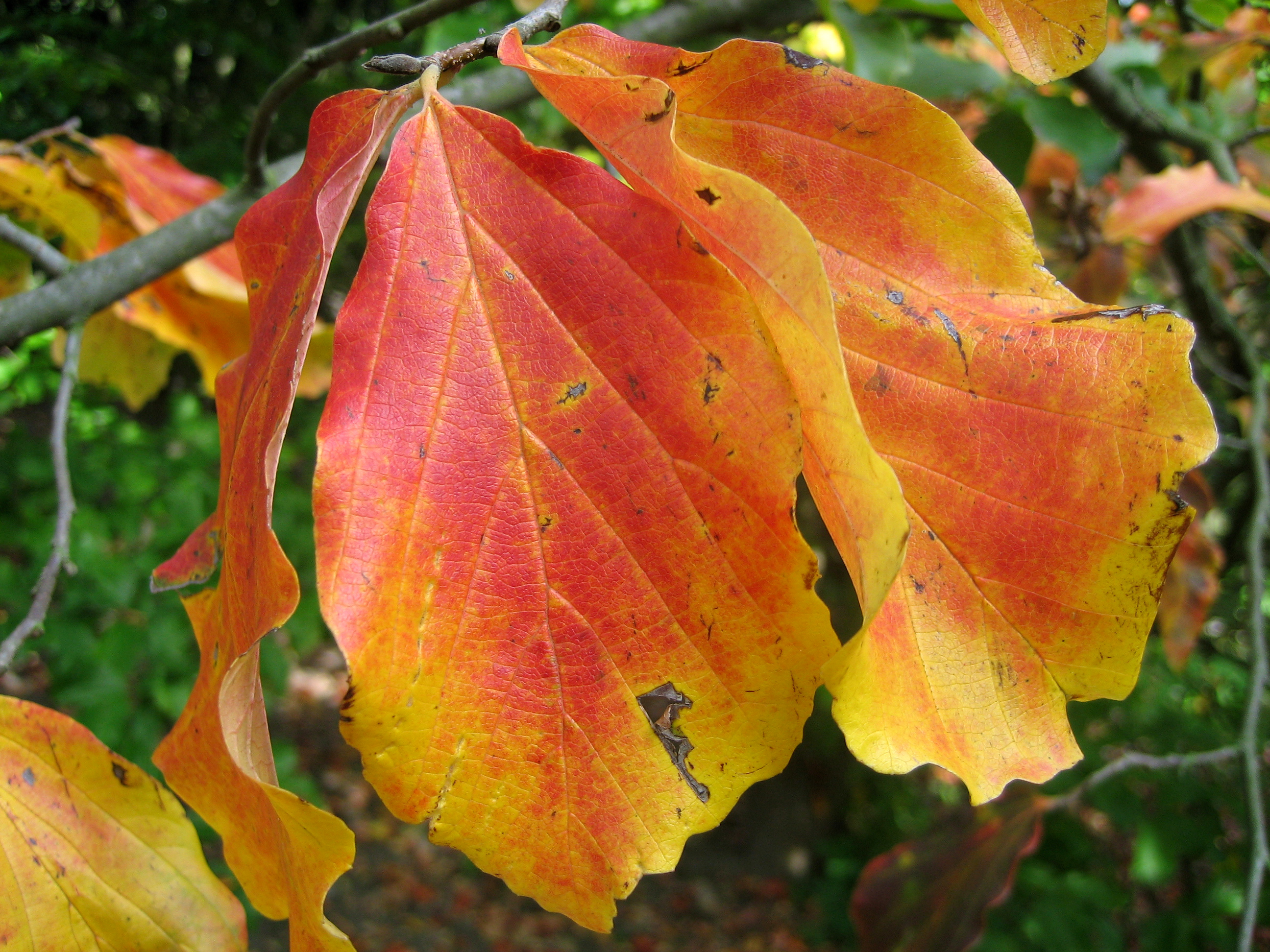
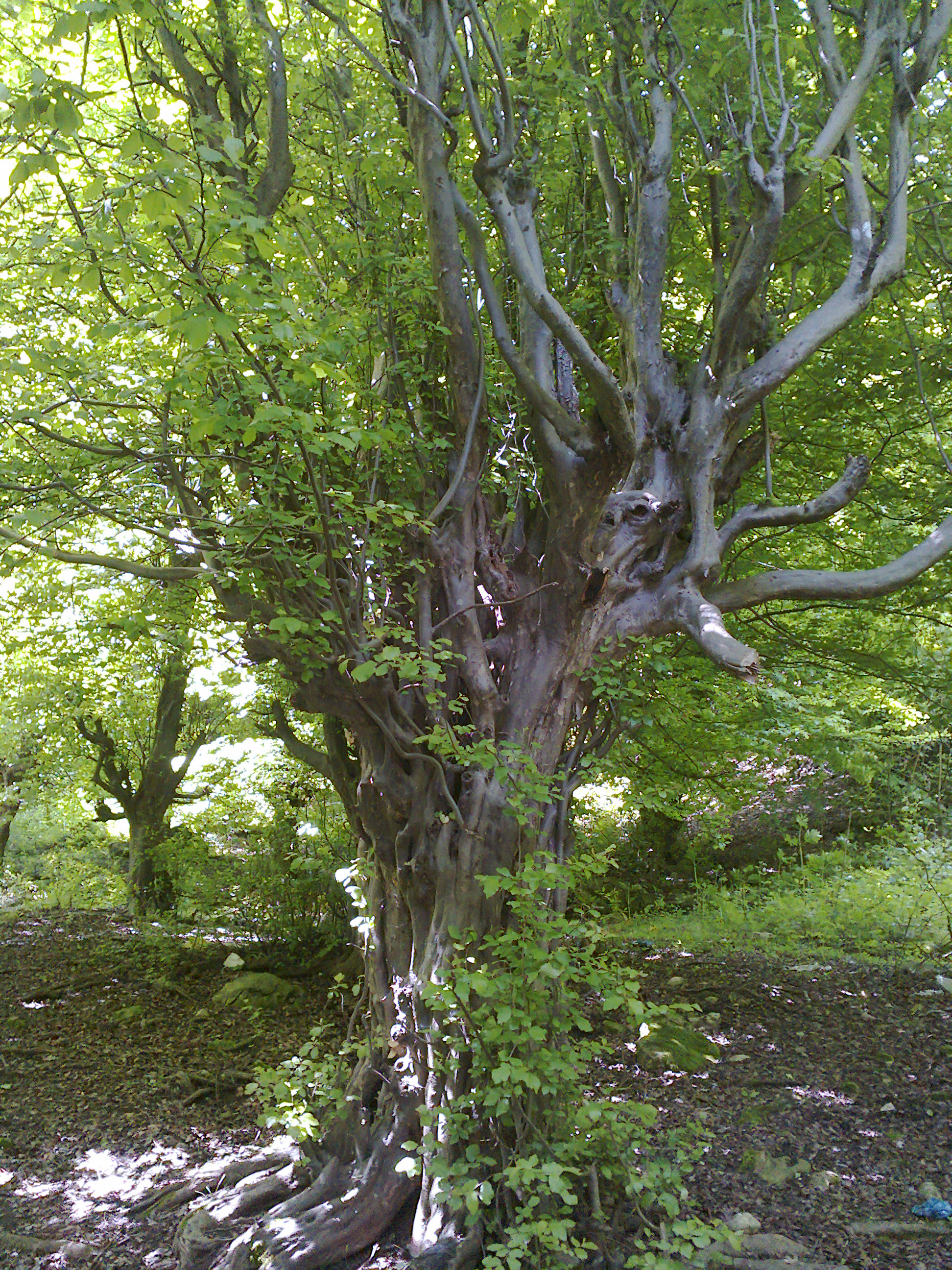
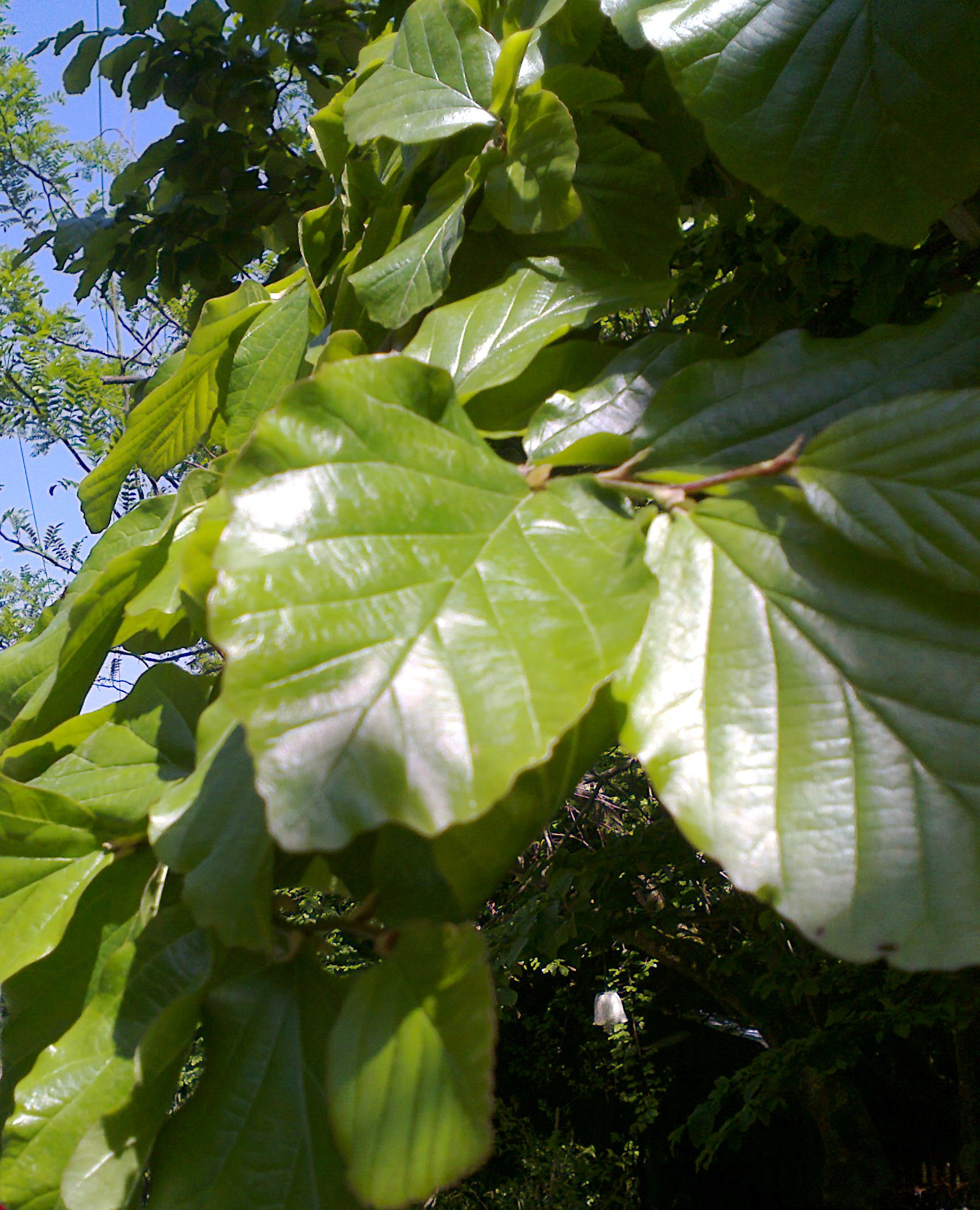